# 内地
內地，是一个地理、政治术语，在古代中国，在不同语境下出现的内地有着不同的含义，有时指代本国，有时指代本国之腹地，有时仅仅指代京畿，也有時指某地的內部，不一而足。因此，“内地”一词在指代对象方面，随主体不同而有所差异，随时代变迁又有差异，以下罗列出当代大中华地区的使用情况。在近现代的大中华地区，一般作为与沿海或沿边地区的对称。
该詞也使用於漢字文化圈其他區域，如日本在大日本帝國时期将既有領土（日本列島）稱作「内地」，用於与区别臺灣、朝鮮等新近併入日本的領土（外地）。

## 历史上的内地

### 京畿以内之地
《史记·汉兴以来诸侯王年表》有记载：“而内地北距山以东尽诸侯地，大者或五六郡，连城数十，置百官宫观，僭于天子。”此处的内地则代指关中平原一带的京畿之地。中国这一词汇在早期亦有相同含义，如《詩經民勞》写道：“中國，京師也”。

### 对国土的自称
《汉书·西域传》在描述乌孙国时写道：“（乌孙国）东至都护治所千七百二十一里，西至康居蕃内地五千里。”此处的内地，则是指汉朝的国土，即代指本国国土。《金瓶梅》中描述称：“今虏犯内地，则又挈妻子南下，为自全之计。”虏即北方游牧民族，内地则是汉民族居住土地。类似的表达还有中国、汉地等。

### 通商口岸以外地区
由于对外通商产生的经济文化差异，通商口岸有时将其以外地区称为内地。特别是在关于通商口岸地位的法律描述时，往往将“通商口岸”与内地对立。例如，中美《望厦条约》规定：
|  | 其合众国人泊船寄居处所，商民水手人等止准在近地行走，不准远赴内地乡村，任意闲游，尤不得赴市镇私行贸易；应由五港口地方官，各就民情地势，与领事官议定界址，不许逾越，以期永久彼此相安。 |

又例如，中法《黄埔条约》则规定：
|  | 凡佛兰西在五口地方居住或往来经游，听凭在附近处所散步，其日中动作一如内地民人无异，但不得越领事官与地方官议定界址，以为营谋之事。至商船停泊，该水手人等亦不得越界游行。如时当登岸，须遵约束规条；所有应行规条，领事官议定照会地方官查照，以防该水手与内地民人滋事争端。 |

### 距离边疆较远的地区
《后汉书·西羌传》写道：“若二汉御戎之方，失其本矣。何则？先零侵境，赵充国迁之内地；当煎作寇，马文渊徙之三辅。贪其暂安之埶，信其驯服之情，计日用之权宜，忘经世之远略，岂夫识微者之为乎？”其中将胡人迁往内地所指的内地则是指离边疆较远的地方。
因应中国东南沿海郑成功势力，清廷颁布迁海令，《清史稿·卷二百二十四·列传十一》描述道：“徙滨海居民入内地，增兵守边。”将沿海视为边疆，沿海以外视为内地。

## 中国大陆语境下的内地

### 边疆与内地
内地有时指和边疆地区不同者。《中華民國憲法》第135條條文稱：「內地生活習慣特殊之國民代表名額及選舉，其辦法以法律定之。」此处的「內地生活習慣特殊之國民代表」是指全国各地的回民，所适用范围不包括蒙古、西藏等另行规定之地区。中华民国时期的内地所代指，往往与蒙古、新疆、西藏等邊疆地帶相对应，但定义并不一直确定。依据1947年时任中华民国国民政府教育部长朱家骅讲话，边疆地区共有三种不同形态，分别是文化上异于内地的边疆、政制上异于内地的边疆和地理意义上的边疆。
中国边疆地区有将非边疆地区称为“内地”的习惯：
- 位于中国国土东北端的内蒙古、东北三省将自身以外地区称之为“关内”或者“内地”[7]，即山海关内之意；但是东北地区存在把自身腹地称为“内地”的情况[8]。
- 位于中国国土最西端的新疆、西藏有时称新疆、西藏以东为「内地」[9]。而邻近西藏和新疆的云南、甘肃、青海等省份存在将其他省份称为“内地”的情形。[10]云南、广西有时称云南、广西以北和以东为「内地」[11]。
- 地处中国大陆最南端的的广东、广西、海南将自身以北地区称为“内地”或者“北方”[12]。

### 岛屿与大陆

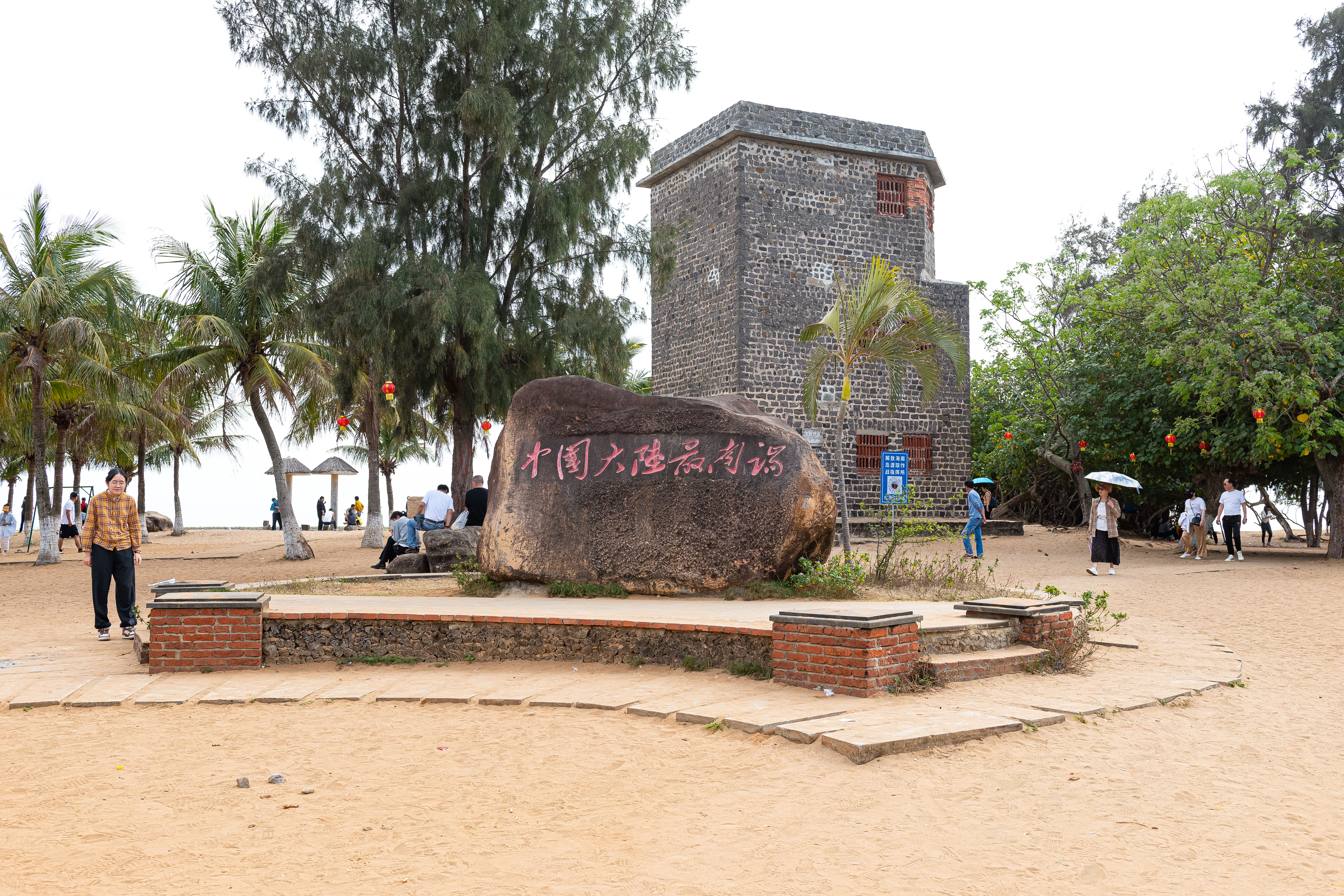
徐闻灯楼角的“中国大陆最南端”石碑

中华人民共和国的绝大部分国土位于亚欧大陆上。中华人民共和国沿海岛屿居民常将除自身所处岛屿（群岛）以外的中华人民共和国其他境内地区称为“大陆”、“大陆地区”、“中国大陆”或“内地”。
- 海南省居民可能将隔琼州海峡或者南中国海相望的大陆地区称为“内地”[13][14]或“大陆”[15][16]。2021年6月颁布的《中华人民共和国海南自由贸易港法》第十四条规定，“货物由海南自由贸易港进入境内其他地区（以下简称内地），原则上按进口规定办理相关手续。”将除海南自由贸易港以外的中华人民共和国关境内其他地区简称为“内地”[17]。
- 位于长江口以南海域上的群岛城市浙江省舟山市也有将除该市以外的中华人民共和国境内地区视为“内地”的情况[18]。
- 在一些文献描述如广东省南澳岛[19]等其它中国大陆沿海岛屿时，除该岛屿（群岛）以外的中华人民共和国境内地区有时候也被称为“内地”。

### 沿海与内地
“内地”在沿海地区也可能代指非沿海地区。
- 中国东南沿海的江苏、浙江、上海等省市有时称呼中西部的非沿海省市为「内陆」或「内地」[20][21]。
- 福建[22]、广东[23]、山东[24]等沿海省份有时将其非沿海部分称为“内地”。

## 港澳地区的内地
1954年，中华人民共和国最高人民法院就已在《最高人民法院关于配偶一方居住内地一方居住港澳婚姻问题的处理意见的复函》中，将“内地”作为与香港、澳门相对应的称呼，且在此后诸多法规中如此规定。兩地分別在1997年及1999年經過主权移交后，“中国内地”或“内地”一词被在香港与澳门特区政府、法规及媒体广泛用于指称中华人民共和国辖下、除却香港和澳门的地区。

## 台湾的内地
在台湾，由于近代移民史和統治政權更迭交替等历史原因，在不同的历史时期，“内地”所代指的含义有所不同。又因为台湾主体性的流行以及维护中华民国的考虑，“内地”用以指代中国大陆可能存有争议。

### 台灣的內山
中央研究院歷史語言研究所歷史文物陳列館藏，清治1760年《台灣民番界址圖》（通稱〈中研圖〉），在淡水溪相當於今楠梓仙溪的中游處，標示「此溪原流通諸羅內地」。比對另一幅年代稍後、同主題的界址圖，旅法漢學家侯錦郎家族收藏，國立台灣歷史博物館寄藏，推定為1781–1787年調製的《18世紀末御製台灣原漢界址圖》（通稱〈御製圖〉），在同一地標示「此溪源流通諸羅內山」。
江樹生主譯的《荷蘭台灣長官致巴達維亞總督書信集Ｉ 1622-26》，記載第一任大員長官宋克（Maarten Sonck）致巴達維亞總督卡本提爾（Pieter de Carpentier）的信上提到：「現在此地約有100艘漁船來捕魚，這些漁船載很多中國人來此地，這些人進入內地蒐購鹿脯和鹿皮，要運回中國」。
生於台灣恆春的台灣史研究學者中村孝志教授著作《荷蘭時代台灣史研究上卷：概說．產業》，收入〈荷蘭統治下的台灣內地諸稅〉。
「內地」一詞在此為「內山」、「台灣的內部」之意。

### 清治時期的中国大陆
清朝時，台灣既已有「內地」一詞的使用，如康熙年間首任台灣府知府蔣毓英等人編撰的《臺灣府志》中有“臺灣……氣候與內地每不相同”的記載。《平台纪略》有注解道：“南洋诸番称中国为唐，犹言汉云，今台湾人称内地亦曰唐山。”将台湾与内地对比，指出台湾也将内地称为“唐山”。同一本书中描述早期客家移民时，亦将台湾和内地对称，用以阐明渡海的条件：
|  | 客庄居民，从无眷属。合各府、各县数十万之倾侧无赖游手群萃其中，无室家宗族之系累，欲其无不逞也难矣。妇女渡台之禁既严，又不能驱之使去，可为隐忧。鄙意以为宜移文内地，凡民人欲赴台耕种者，必带有眷口，方许给照载渡，编甲安插。台民有家属在内地，愿搬取渡台完聚者，许具呈给照赴内地搬取，文武汛口不得留难。凡客民无家眷者，在内地则不许渡台；在台有犯，务必革逐过水，递回原籍。有家属者虽犯勿轻易逐水。则数年之内，皆立室家，可消乱萌。 |

### 日治時期的日本本土
在臺灣日治時期，第二任臺灣總督桂太郎在其施政方針報告當中，首先以「內地」稱呼日本本土，後來便被官方與民間使用，「內地人」係指日本人，日本又採用內地延長主義統治臺灣。
根据台湾议会设置请愿理由补充书《台湾统治之现状》，「内地」指日本本土，緣此中华民国或中国大陆均非内地范畴：
|  | 或如日本内地取缔流氓，只用警察犯处罚令所定之罚，而在台湾则以地方官之行政处分得无限期拘束人民之身体自由。……又如从日本内地航渡中华民国，不必申请旅行护照，由台湾往中国则非领得护照不准出境，致使台湾人之对岸交通贸易增加困难且成为日华亲善之一大障碍。………… 于此，吾人不得不认为现在之台湾当局，一面标榜内地延长主义，一面禁止日本人不得移籍于台湾，又台湾人亦不得移本籍于日本本土，而日本人则超然于保甲制度之外，不受烦琐之保甲规约拘束，且日本人官吏给予特别加俸，官舍优待等，皆非使台湾为日本帝国延长之方针，只供为日本移民之经济榨取地而已，以此不自然之统治政策，欲期台湾统治之终局成功，无异缘木求鱼。 |

### 戰後時期
臺灣戰後時期，尤其是中華民國政府遷臺後，官方公文與媒體多以「中国大陆」、「大陸」或「大陸地區」指代海峡对岸政权所管辖地，惟此用法通常不包含港澳地區。依照《中華民國憲法增修條文》，与中华民国自由地区（有效統治區域）对应的概念应当为大陆地区：“自由地区与大陆地区间人民权利义务关系及其他事务之处理，得以法律为特别之规定。”而根据《两岸人民关系条例》，中华民国除台湾地区以外的地区被视为大陆地区。老一輩的臺灣民間仍會延用「內地」一詞指稱中國大陸，特別是兩岸分治前出生的臺灣本省人，例如林衡道主編的臺灣省文獻會刊物經常以「內地」指稱「大陸」。例如《臺灣地區神明的由來》摘錄：「有關城隍爺的神蹟，在內地各省也到處傳說著。」歷史上，「內地」一詞在台湾也有用做「內山」、「台灣的內部」之意。
2000年代中期后，随着众多台湾艺人到中国大陆发展，“内地”一词作为中国大陆的代称开始慢慢出现在台湾的综艺节目中。由於此種用語可被解讀為「臺灣是中國之外圍領土」，此做法使許多台湾人不滿，因而提出「臺灣的內地是南投」的说法，以抵制用“内地”一词指称中国大陆的用法，亦曾有團體在南投舉辦“内地摇滚节”。2013年，时任行政院大陆委员会主任委员王郁琦正式表示“内地”一词并不妥当，是“大陆用语”；时任文化部长龙应台也称：“台湾并非中华人民共和国的一部分，用内地称呼很不妥当。”对上述声明，部分艺人表示“会配合政策”，但亦有藝人表示希望两岸娱乐多些开放空间。